# Campeonato Gaúcho de Futebol de 2025 - Série B
O Campeonato Gaúcho de Futebol - Série B de 2025 é a 24ª edição do terceiro nível do futebol gaúcho. A competição, organizada pela Federação Gaúcha de Futebol, será disputada por nove equipes entre os meses de setembro e dezembro e garantirá o acesso à Série A2 de 2026 ao campeão e vice-campeão da competição.

## Fórmula de Disputa
Em 1 de agosto foi realizado o congresso técnico extraordinário da competição, definindo a fórmula de disputa
- 1ª Fase: Consiste na divisão das equipes em dois grupos regionalizados, em que haverá confrontos em turno e returno dentro dos grupos. Classificam-se para a fase seguinte os dois melhores times de cada grupo:
Grupo A: APAFUT, FC 1992, Guarani-VA, Nova Prata e Novo Horizonte.  
Grupo B: São Paulo-RS, Rio Grande, Riograndense e São Gabriel.
- Semifinal: Consistem em jogos eliminatórios disputados em ida e volta, com o mando de campo da segunda partida será do time que liderou o seu grupo.
- Acesso: Recebem vaga para a Série A2 de 2026 os clubes que forem classificados para a 3ª fase (finais).

## Primeira fase

### Grupo A
| Pos | Equipe         | Pts | J | V | E | D | GP | GC | SG | Classificado |  | 1992 | APA | GUA | NPA | NHO |
| --- | -------------- | --- | - | - | - | - | -- | -- | -- | ------------ |  | ---- | --- | --- | --- | --- |
| 1   | FC 1992        | 0   | 0 | 0 | 0 | 0 | 0  | 0  | 0  | Semifinal    |  | —    |     |     |     |     |
| 2   | APAFUT         | 0   | 0 | 0 | 0 | 0 | 0  | 0  | 0  | Semifinal    |  |      | —   |     |     |     |
| 3   | Guarani-VA     | 0   | 0 | 0 | 0 | 0 | 0  | 0  | 0  |              |  |      |     | —   |     |     |
| 4   | Nova Prata     | 0   | 0 | 0 | 0 | 0 | 0  | 0  | 0  |              |  |      |     | —   |     |     |
| 5   | Novo Horizonte | 0   | 0 | 0 | 0 | 0 | 0  | 0  | 0  |              |  |      |     |     | —   |     |

### Grupo B
| Pos | Equipe       | Pts | J | V | E | D | GP | GC | SG | Classificado |  | RGE | RIG | SGA | SPO |
| --- | ------------ | --- | - | - | - | - | -- | -- | -- | ------------ |  | --- | --- | --- | --- |
| 1   | Riograndense | 0   | 0 | 0 | 0 | 0 | 0  | 0  | 0  | Semifinal    |  | —   |     |     |     |
| 2   | Rio Grande   | 0   | 0 | 0 | 0 | 0 | 0  | 0  | 0  | Semifinal    |  |     | —   |     |     |
| 3   | São Gabriel  | 0   | 0 | 0 | 0 | 0 | 0  | 0  | 0  |              |  |     |     | —   |     |
| 4   | São Paulo-RS | 0   | 0 | 0 | 0 | 0 | 0  | 0  | 0  |              |  |     |     | —   |     |